# Deadly Bet
Deadly Bet (br: Aposta Mortal) é um filme de ação e artes marciais produzido nos Estados Unidos em 1992, dirigido por Richard W. Munchkin.

## Sinopse
Para quitar suas dívidas de jogo com poderoso gângster, lutador profissional é obrigado a enfrentar seu maior adversário num confronto de vida ou morte.

## Elenco
- Jeff Wincott ... Angelo
- Steven Vincent Leigh ... Rico
- Charlene Tilton ... Isabella
- Michael DeLano ... Greek
- Art Camacho ... Tony / Fighter